# Зунда
Зунда, дзунда (яп. ずんだ) — паста зеленого кольору, що отримується шляхом подрібнення незрілих соєвих бобів едамаме.

## Використання
Паста зунда традиційно використовується в японській кухні як компонент в рисових пиріжках «зунда-моті» , пиріжках «зунда-мандзю», кульках «зунда-данго» і м'якому морозиві «зунда-м'яке морозиво»  . У деяких випадках зунда використовується як солона приправа до страв. Число нових продуктів і різноманітних страв на базі зунди постійно розширюється.
Оскільки зелені боби едамаме, використовувані як сировина для виробництва зунди, збирають влітку, продаж страв, які використовують цей продукт, мав сезонний характер. Щоб подолати сезонність, стали використовувати (з 1989) спосіб зберігання сировини в замороженому вигляді, що дозволило виробляти і продавати продукти на основі зунди цілий рік. У 2008 році в префектурі Ямагата розробили технологію отримання пасти зунда з порошку, що була змінена на пасту при додаванні гарячої води, а також відпрацьовано зберігання пасти у вакуумних упаковках. Ці розробки привели до нових технологій у виробництві зеленої соєвої пасти і варення з Дзундза в префектурі Міягі.
В останні роки були спроби використовувати зунду не тільки для японських солодощів, а й для західних солодощів.
У грудні 2015 року створено «Стежку Зунди» — мережу спеціалізованих магазинів, що продають продукти із зундою на станціях JR East. Фестиваль «Какудо Зунда» проводять на початку жовтня на привокзальній площі міста Какудо в префектурі Міягі.